# المدرسة الأقبغاوية
المدرسة الأقبغاوية - (بالإنجليزية: Madrasa al-Aqbaghawiyya)‏ هي مدرسة من مدارس القاهرة التاريخية موجودهة في شمال الداخل للجامع الازهر من بابه الكبير الغربي. كانت في الأصل مكان المدرسة كان فيها بيت الأمير الكبير عز الدين أيدمر الحلي نائب السلطنة في عهد السلطان الظاهر بيبرس. بنى المدرسة الأمير أقبغا عبد الواحد على أرض كان أخذها منحة من ورثة الأمير أيدمر، وأخذ جزء من أرض كان عليها جزء من سور الأزهر،
أتى ببنائين وصناع ونجارين وحجارين ومرخمين وجعلهم يقومون ببناء المدرسة بالمجان، انتهى بناء المدرسة في يوليو 1340، وجُددت في عهد إسماعيل باشا، والمدرسة لها ثلاثة أبواب، أحد الأبواب يوصل لصحن الجامع الأزهر بعده في رواق الفيومية، والباب الثاني يوصل لدركة باب المزينين، والباب الثالث يوصل لزجاج و ميضأة الجامع الازهر الكبيرة، المدرسة فيها محراب نُقش عليه نقوشات ملونة بالذهب وفوق القبة نقوش لآيات قرآنية وعلى بابها كُتب:
| المدرسة الأقبغاوية | « أمر بإنشاء هذه القبة المباركة الفقير إلى الله تعالى المولوي الأمير السيفي أقبغا الواحدي المالكي الناصري وكان الفراغ منها في المحرم سنة 740 هجرية.» | المدرسة الأقبغاوية |